# Stinktier-Johannisbeere

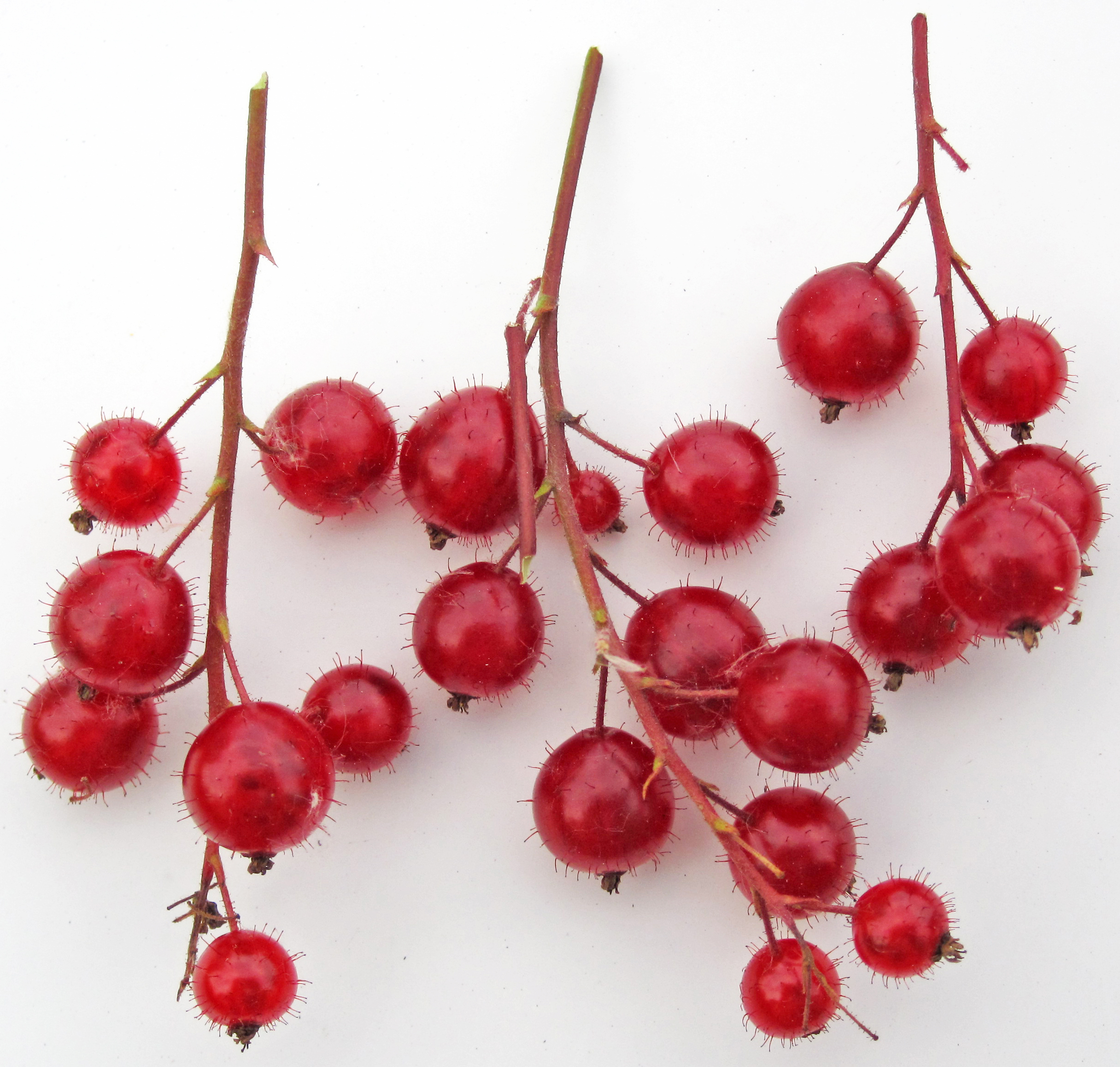
Früchte

Die Stinktier-Johannisbeere oder Drüsige Johannisbeere (Ribes glandulosum) ist eine nordamerikanische Pflanzenart aus der Gattung der Johannisbeeren (Ribes) in der Familie der Stachelbeergewächse (Grossulariaceae).

## Beschreibung
Die laubabwerfende, bis etwa 0,5–1 Meter hohe, aufrechte bis kriechende Ribes glandulosum hat keine Stacheln, aber die Pflanze ist drüsig behaart bis kahl. Die Stängel und Blätter haben einen stinkigen Geruch wenn sie zerdrückt werden. Die einfachen und gestielten Laubblätter sind wechselständig. Die bis 5,5 Zentimeter langen Blattstiele sind drüsig behaart. Die herzförmigen, bis 8 Zentimeter großen Blattspreiten sind handförmig 5–7-fach gelappt bis geteilt. Die meist spitzen bis stumpfen, dreieckigen Lappen sind grob, teils spitzig, einfach oder doppelt gesägt bis gezähnt. Die Blätter sind oberseits kahl und unterseits auf den Adern fein behaart.
Die zwittrigen, fünfzähligen, gestielten Blüten mit doppelter Blütenhülle sind weiß bis rosa und in kurzen, aufrechten und mehrblütigen, drüsig behaarten Trauben angeordnet. Sie sind jeweils von einem Tragblatt begleitet. Die kleinen, fächerförmigen Petalen sind viel kleiner als die petaloiden Kelchblätter. Es sind fünf kurze Staubblätter und ein unterständiger Fruchtknoten mit zwei kurzen, an der Basis verwachsenen Griffeln mit kleinen Narben vorhanden. Der Blütenbecher ist drüsig behaart wie auch der Blütenstiel. Es ist ein Diskus vorhanden.
Die kleinen, kugeligen Beeren sind dunkelrot, drüsig-borstig und 6–8 Millimeter groß mit Perianthresten an der Spitze. Sie sind knapp essbar.

## Vorkommen
Die Stinktier-Johannisbeere ist in Kanada weit verbreitet und kommt auch in den USA vor.

## Nutzung
Im Jahr 1785 wurde sie durch Markgraf Karl Friedrich von Baden als Zierpflanze in Baden eingeführt und hat sich danach aus Gärten und Parks in umliegende Gegenden ausgebreitet.